# Timandra crassestrigata
Timandra crassestrigata är en fjärilsart som beskrevs av Barend J. Lempke 1949. Timandra crassestrigata ingår i släktet Timandra och familjen mätare. Inga underarter finns listade i Catalogue of Life.